# Gag (île)

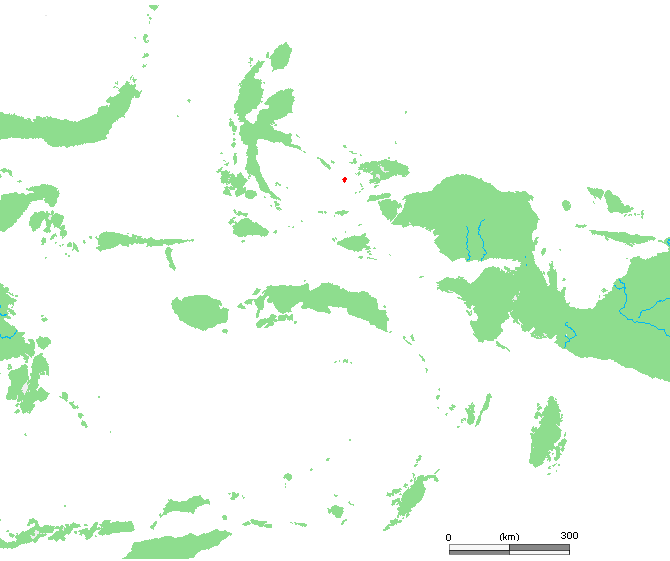
Localisation de Gag dans l'est de l'Indonésie

Pour l’article homonyme, voir Gag.
Gag est une île d'Indonésie, située dans l'archipel des Raja Ampat.

## Environnement
Le 19 juin 2008, la société minière nationale PT Aneka Tambang ou Antam, et la compagnie minière australienne BHP Billiton ont signé un accord de coentreprise pour le développement de deux mines de nickel, dont l'une dans l'île de Gag. L'investissement total devait atteindre 4,5 milliards de dollars américains.
Ce projet avait été suspendu en 1999, à la suite d'une campagne des écologistes pour obtenir la protection des forêts  de l'île et des coraux environnants. Le gouvernement avait alors reclassé la zone comme "forêt protégée". Mais en 2004, il a modifié la réglementation de façon à pouvoir restaurer les droits d'Antam et BHP à y exploiter des mines.
La levée de ces restrictions était survenue alors que des rumeurs circulaient selon lesquelles BHP faisait pression sur le gouvernement indonésien pour lever les obstacles à l'exploitation de Gag. BHP a nié ces affirmations. L'UNESCO envisage de mettre les îles Raja Ampat et Gag sur sa liste du patrimoine mondial comme zone ayant la plus riche biodiversité marine de notre planète
BHP, qui a dépensé quelque 75 millions de dollars américains d'études sur le projet, s'en est finalement retiré en novembre 2008.